# Pujaut
Pujaut is een gemeente in het Franse departement Gard (regio Occitanie). De plaats maakt deel uit van het arrondissement Nîmes. Pujaut telde op 1 januari 2022 3.911 inwoners.

## Geografie
De oppervlakte van Pujaut bedroeg op 1 januari 2022 23,5 vierkante kilometer; de bevolkingsdichtheid was toen 166,4 inwoners per km².

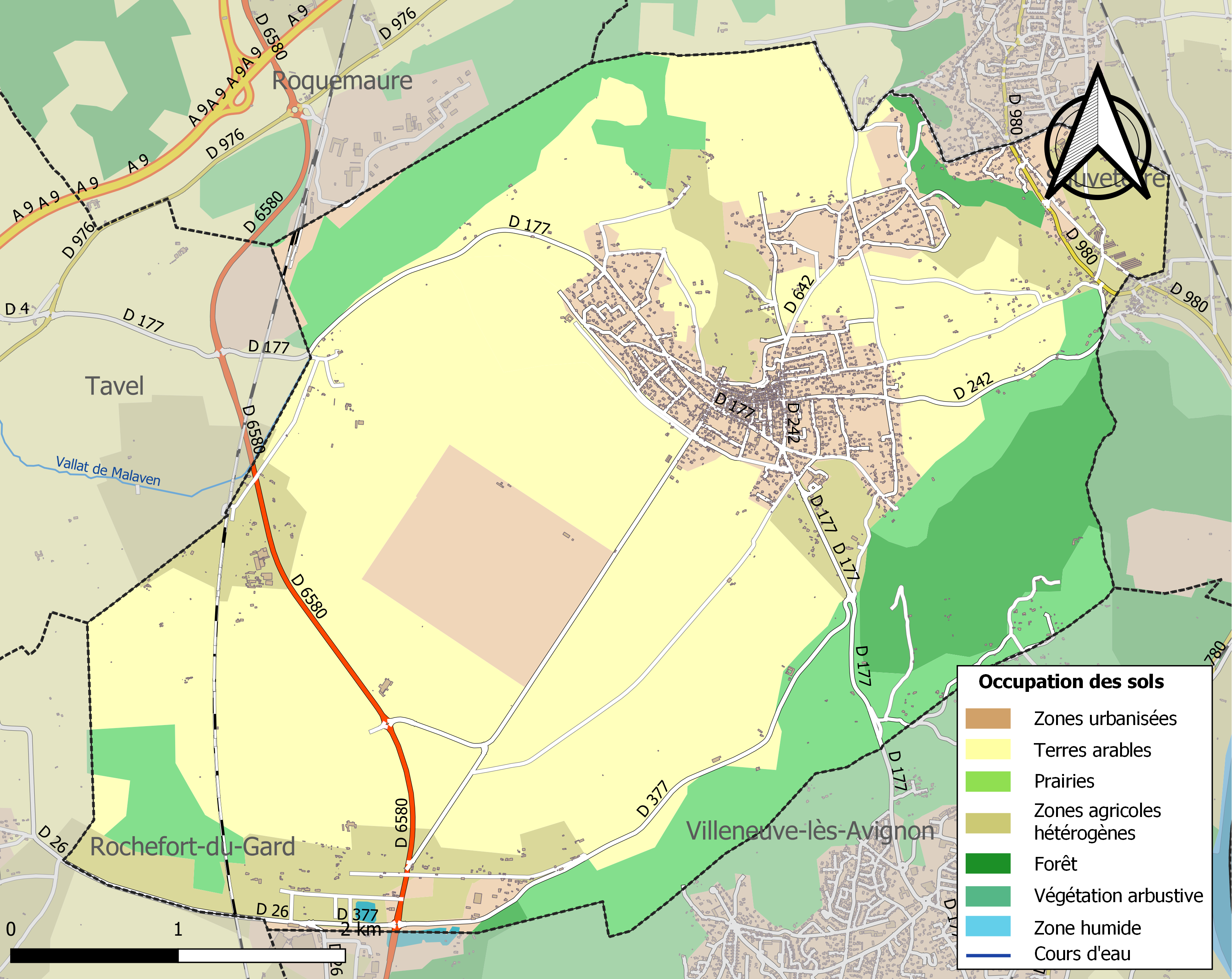
Kaart van de gemeente met belangrijkste infrastructuur, bodemgebruik en omliggende gemeenten

## Demografie
Onderstaande figuur toont het verloop van het inwonertal (bron: INSEE-tellingen).